# Прапор Курляндії і Семигалії

Прапор Курляндії і Семигалії

Прапор Курляндії і Семигалії — символ герцогства Курляндії і Семигалії. Полотнище із двох смуг: червоної і білої. Відповідав кольорам герба Курляндії — червоному левові у білому полі. Використовувася як знак курляндського флоту з XVII ст. Фігурує у таблицях прапорів держав XVIII — XIX ст. Поряд із ним на флоті вживали червоні прапори із чорним крабом, чорним або білим орлом. Також — прапор Курляндії.

## Історія
- Курляндський піхотний полк у 1680-х роках використовував червоний прапор із курляндським левом на срібному щиті[1].
- Курляндські частини XVII ст. вживали білі прапори із великим гербом герцогства.

## Галерея

Курляндський лев
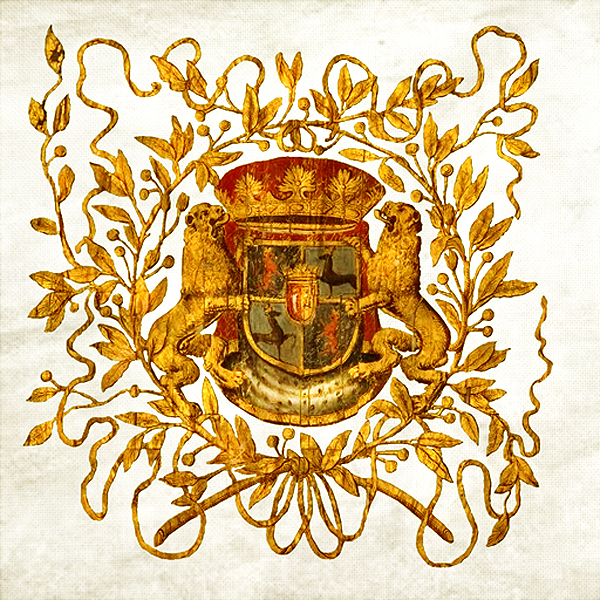
Прапор гренадерського полку (1673)
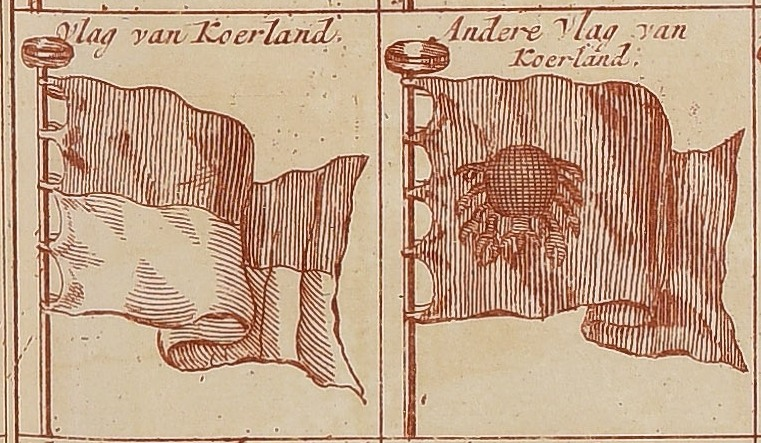
1689
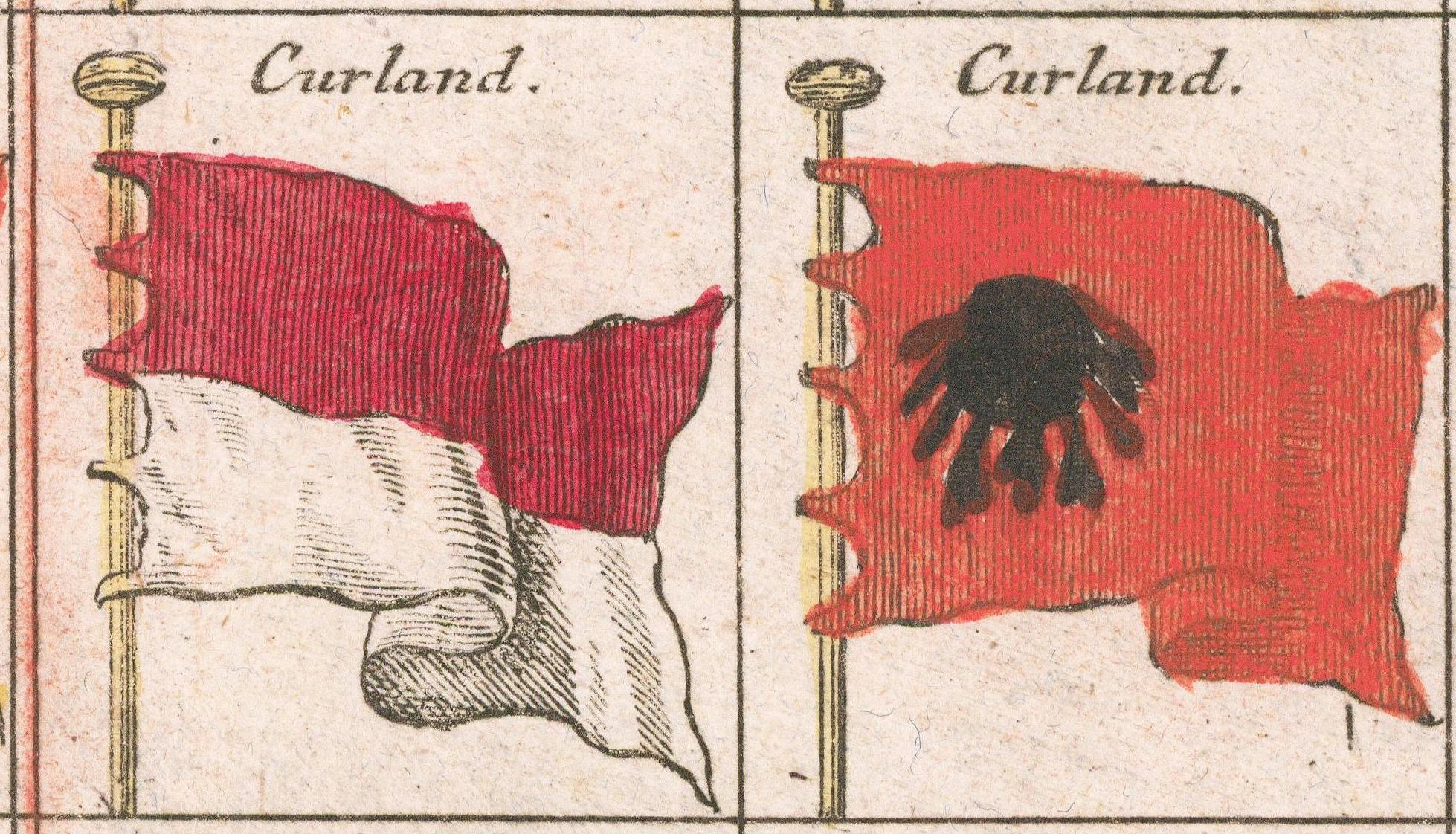
1760
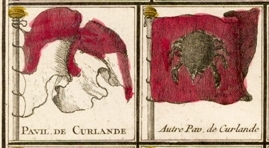
1763
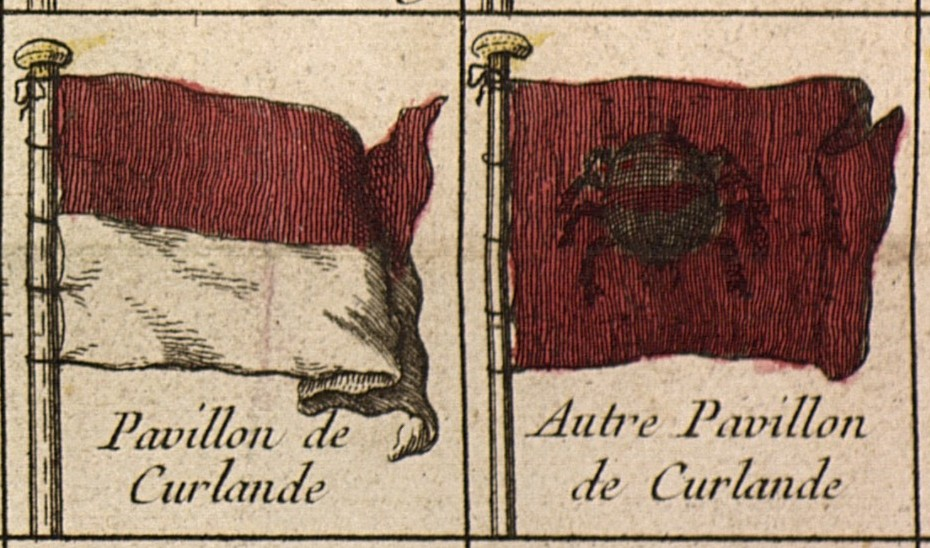
1767
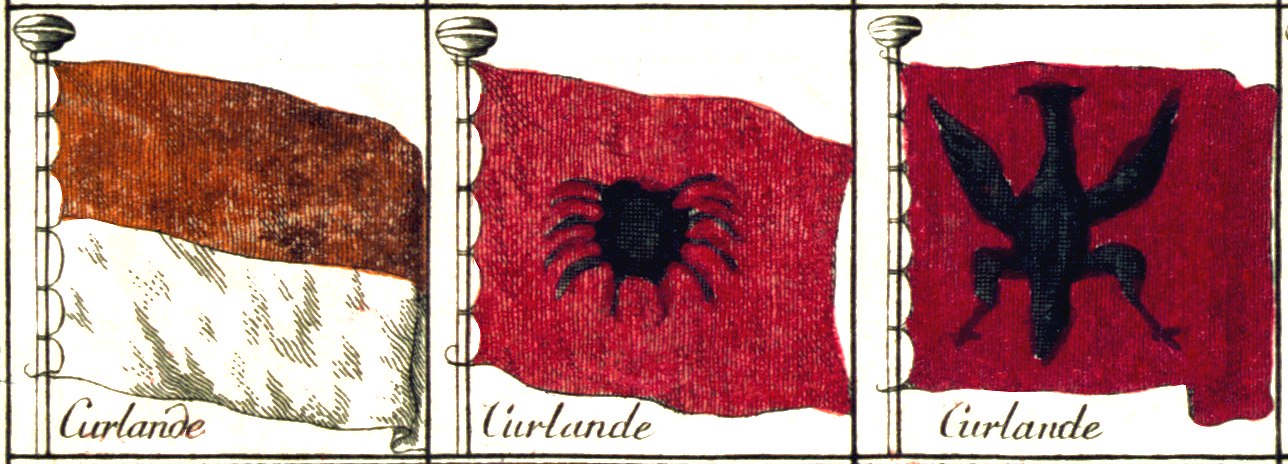
1783